# Harry Souttar
Harry James Souttar (Luthermuir, Aberdeenshire, 22 oktober 1998) is een Australisch-Schots voetballer die doorgaans als centrale verdediger speelt. Hij verruilde Stoke City in januari 2023 voor Leicester City. Souttar debuteerde in 2019 in het Australisch elftal, waarmee hij deelnam aan het WK 2022. Hij is een broer van John Souttar.

## Clubcarrière

### Dundee United
Souttar begon zijn voetbalcarrière bij Brechin City Boys Club, voordat hij in de jeugdopleiding van Dundee United ging spelen. Dundee United gaf hem zijn eerste professionele contract. Souttar debuteerde op 10 mei 2016 in het profvoetbal, als basisspeler tegen Partick Thistle in de Scottish Premiership (3–3). Vier dagen later maakte hij als invaller zijn eerste doelpunt in het profvoetbal, in de uitwedstrijd tegen Kilmarnock FC (4–2 zege). Hij benutte op 15 juli 2016 een strafschop in de strafschoppenserie tegen Arbroath FC in de Scottish League Cup. Dundee United won de reeks met 5–3.

### Stoke City
Op 29 september 2016 maakte Souttar voor een onbekend bedrag de overstap naar Stoke City, destijds actief in de Premier League. Bijna elf maanden later, op 23 augustus 2017, debuteerde hij voor het eerste elftal van Stoke City, als vervanger van Kurt Zouma in het met 4–0 gewonnen League Cup-duel met Rochdale AFC. Hij zat op 23 september 2017 voor het eerst in de wedstrijdselectie voor een competitieduel, tegen Chelsea FC, maar kwam niet in actie.

#### Verhuurperiodes
Op 24 januari 2018 werd Souttars contract bij Stoke City verlengd tot medio 2022 en werd Souttar voor de rest van het seizoen verhuurd aan Ross County. Souttar speelde voor Ross County dertien wedstrijden, maar kon niet voorkomen dat de club degradeerde. Ondertussen degradeerde Stoke City in Engeland ook.
In januari 2019 werd Souttar wederom voor een half jaar verhuurd, ditmaal aan Fleetwood Town, destijds actief in de League One. Hij speelde elf competitiewedstrijden voor Fleetwood Town, elk als basisspeler, en scoorde één keer; het enige doelpunt in de uitwedstrijd tegen Accrington Stanley. In zijn laatste wedstrijd voor Fleetwood Town tegen Barnsley FC ontving hij een directe rode kaart, waarna hij voor drie wedstrijden geschorst werd. In juli 2019 huurde Fleetwood Town Souttar wederom, ditmaal voor een geheel seizoen. Souttar miste slechts één competitiewedstrijd en werd voor de maand februari 2020 benoemd tot jonge speler van de maand in de EFL. In de play-offs om promotie werd Fleetwood Town in de halve finales uitgeschakeld door Wycombe Wanderers.

#### Terugkeer bij Stoke City
Souttar maakte op 26 september 2020 zijn competitiedebuut voor Stoke City, uit bij Preston North End. Hij werd voor de maand oktober 2020 benoemd tot speler van de maand bij Stoke City. Zijn contract bij Stoke City werd in februari 2021 verlengd. Souttar scoorde op 6 maart 2021 zijn eerste doelpunt voor Stoke City door de voorsprong met een kopbal te verdubbelen in een 2–0 zege op Wycombe Wanderers. In november 2021 raakte hij geblesseerd aan zijn knieband, waardoor hij een jaar lang niet in actie kon komen. Hij maakte zijn rentree op 8 november 2022, als basisspeler tegen Luton Town.

### Leicester City
Op 1 februari 2023 werd bekend dat Sutton een contract tot medio 2028 ondertekende bij Leicester City, dat ruim € 17 miljoen voor hem betaalde aan Stoke City. Sutton werd daarmee de duurste Australische speler ooit. Bij zijn debuut voor Leicester City op 4 februari 2023 maakte hij een eigen doelpunt, maar Leicester City wist die dag de competitiewedstrijd tegen Aston Villa met 2–4 te winnen. Souttar kreeg bij Leicester City direct een basisplek, maar verloor die toen Brendan Rodgers werd ontslagen en vervangen door Dean Smith, die de voorkeur gaf aan Çağlar Söyüncü.

## Clubstatistieken
| Seizoen         | Club             | Competitie           | Competitie | Competitie | Beker | Beker | Overig | Overig | Totaal | Totaal |
| Seizoen         | Club             | Competitie           | Wed.       | Dlp.       | Wed.  | Dlp.  | Wed.   | Dlp.   | Wed.   | Dlp.   |
| --------------- | ---------------- | -------------------- | ---------- | ---------- | ----- | ----- | ------ | ------ | ------ | ------ |
| 2015/16         | Dundee United    | Scottish Premiership | 2          | 1          | 0     | 0     | —      | —      | 2      | 1      |
| 2016/17         | Dundee United    | Scottish Premiership | 0          | 0          | 1     | 0     | —      | —      | 1      | 0      |
| 2017/18         | Stoke City       | Premier League       | 0          | 0          | 1     | 0     | —      | —      | 1      | 0      |
| 2017/18         | → Ross County    | Scottish Premiership | 13         | 0          | 0     | 0     | —      | —      | 13     | 0      |
| 2018/19         | Stoke City       | Championship         | 0          | 0          | 1     | 0     | —      | —      | 1      | 0      |
| 2018/19         | → Fleetwood Town | League One           | 11         | 1          | 0     | 0     | —      | —      | 11     | 1      |
| 2019/20         | → Fleetwood Town | League One           | 34         | 3          | 5     | 0     | 2      | 0      | 41     | 3      |
| 2020/21         | Stoke City       | Championship         | 38         | 1          | 5     | 0     | —      | —      | 43     | 1      |
| 2021/22         | Stoke City       | Championship         | 16         | 0          | 2     | 1     | —      | —      | 18     | 1      |
| 2022/23         | Stoke City       | Championship         | 7          | 0          | 0     | 0     | —      | —      | 7      | 0      |
| 2022/23         | Leicester City   | Premier League       | 12         | 0          | 0     | 0     | —      | —      | 12     | 0      |
| 2023/24         | Leicester City   | Championship         | 3          | 0          | 1     | 0     | —      | —      | 4      | 0      |
| Carrière totaal | Carrière totaal  | Carrière totaal      | 136        | 6          | 16    | 1     | 2      | 0      | 154    | 7      |

¹ Dit totaal is inclusief voorgaande periodes bij de club.
Bijgewerkt t/m 30 april 2024.

## Interlandcarrière
De vader van Souttar, Jack, was Schots, maar zijn moeder Heather werd geboren in Port Hedland in Australië. Souttar speelde in de onder 17 en onder 19 voor Schotland. Met de onder 17 werd hij op het EK in 2015 in Bulgarije uitgeschakeld in de groepsfase. Hij werd op 7 maart 2019 door Graham Arnold voor het eerst opgeroepen voor Australië onder 23.
Souttar debuteerde op 10 oktober 2019 voor het Australisch elftal en scoorde die dag twee keer in het WK-kwalificatieduel met Nepal (5–0). Vijf dagen later scoorde hij wederom tweemaal voor Australië in een WK-kwalificatieduel, op bezoek bij Chinees Taipei (1–7). In juli 2021 nam hij met Australië deel aan de Olympische Spelen. Australië won van Argentinië, maar werd in de groepsfase uitgeschakeld na nederlagen tegen Spanje en Egypte. Souttar miste geen minuut. Souttar werd door Arnold opgenomen in de definitieve Australische selectie voor het WK 2022 in Qatar in november 2022, ondanks het feit dat hij in het jaar daarvoor nauwelijks had gespeeld door blessureleed. Australië won in de groepsfase van Tunesië (0–1) en Denemarken (1–0) en bereikte voor een tweede keer de achtste finales, waarin het werd uitgeschakeld door Argentinië (2–1).
| Interlands van Harry Souttar voor Australië | Interlands van Harry Souttar voor Australië | Interlands van Harry Souttar voor Australië | Interlands van Harry Souttar voor Australië | Interlands van Harry Souttar voor Australië | Interlands van Harry Souttar voor Australië |
| №                                           | Datum                                       | Wedstrijd                                   | Uitslag                                     | Competitie                                  | Goals                                       |
| 2                                           | Als speler van Fleetwood Town               | Als speler van Fleetwood Town               | Als speler van Fleetwood Town               | Als speler van Fleetwood Town               | 4                                           |
| ------------------------------------------- | ------------------------------------------- | ------------------------------------------- | ------------------------------------------- | ------------------------------------------- | ------------------------------------------- |
| 1.                                          | 10 oktober 2019                             | Australië – Nepal                           | 5 – 0                                       | Kwalificatie WK 2022                        | 23', 59'                                    |
| 2.                                          | 15 oktober 2019                             | Chinees Taipei – Australië                  | 1 – 7                                       | Kwalificatie WK 2022                        | 73', 88'                                    |
| 14                                          | Als speler van Stoke City                   | Als speler van Stoke City                   | Als speler van Stoke City                   | Als speler van Stoke City                   | 2                                           |
| 3.                                          | 7 juni 2021                                 | Australië – Chinees Taipei                  | 5 – 1                                       | Kwalificatie WK 2022                        | 11'                                         |
| 4.                                          | 11 juni 2021                                | Nepal – Australië                           | 0 – 3                                       | Kwalificatie WK 2022                        |                                             |
| 5.                                          | 15 juni 2021                                | Australië – Jordanië                        | 1 – 0                                       | Kwalificatie WK 2022                        | 77'                                         |
| 6.                                          | 2 september 2021                            | Australië – China                           | 3 – 0                                       | Kwalificatie WK 2022                        |                                             |
| 7.                                          | 7 september 2021                            | Vietnam – Australië                         | 0 – 1                                       | Kwalificatie WK 2022                        |                                             |
| 8.                                          | 7 oktober 2021                              | Australië – Oman                            | 3 – 1                                       | Kwalificatie WK 2022                        |                                             |
| 9.                                          | 12 oktober 2021                             | Japan – Australië                           | 2 – 1                                       | Kwalificatie WK 2022                        |                                             |
| 10.                                         | 11 november 2021                            | Australië – Saoedi-Arabië                   | 0 – 0                                       | Kwalificatie WK 2022                        |                                             |
| 11.                                         | 22 november 2022                            | Frankrijk – Australië                       | 1 – 4                                       | WK 2022                                     |                                             |
| 12.                                         | 26 november 2022                            | Tunesië – Australië                         | 0 – 1                                       | WK 2022                                     |                                             |
| 13.                                         | 30 november 2022                            | Australië – Denemarken                      | 1 – 0                                       | WK 2022                                     |                                             |
| 14.                                         | 3 december 2022                             | Argentinië – Australië                      | 2 – 1                                       | WK 2022                                     |                                             |
| 15.                                         | 24 maart 2023                               | Australië – Ecuador                         | 3 – 1                                       | Vriendschappelijk                           |                                             |
| 16.                                         | 15 juni 2023                                | Argentinië – Australië                      | 2 – 0                                       | Vriendschappelijk                           |                                             |